# Nalepy
Nalepy – przysiółek wsi Mostki w Polsce, położony w województwie podkarpackim, w powiecie niżańskim, w gminie Jarocin.
W latach 1975–1998 przysiółek administracyjnie należał do województwa tarnobrzeskiego.
W Nalepach znajduje się kaplica filialna św. Judy Tadeusza w parafii MB Bolesnej w Jarocinie, a także  zabytkowy dąb szypułkowy.

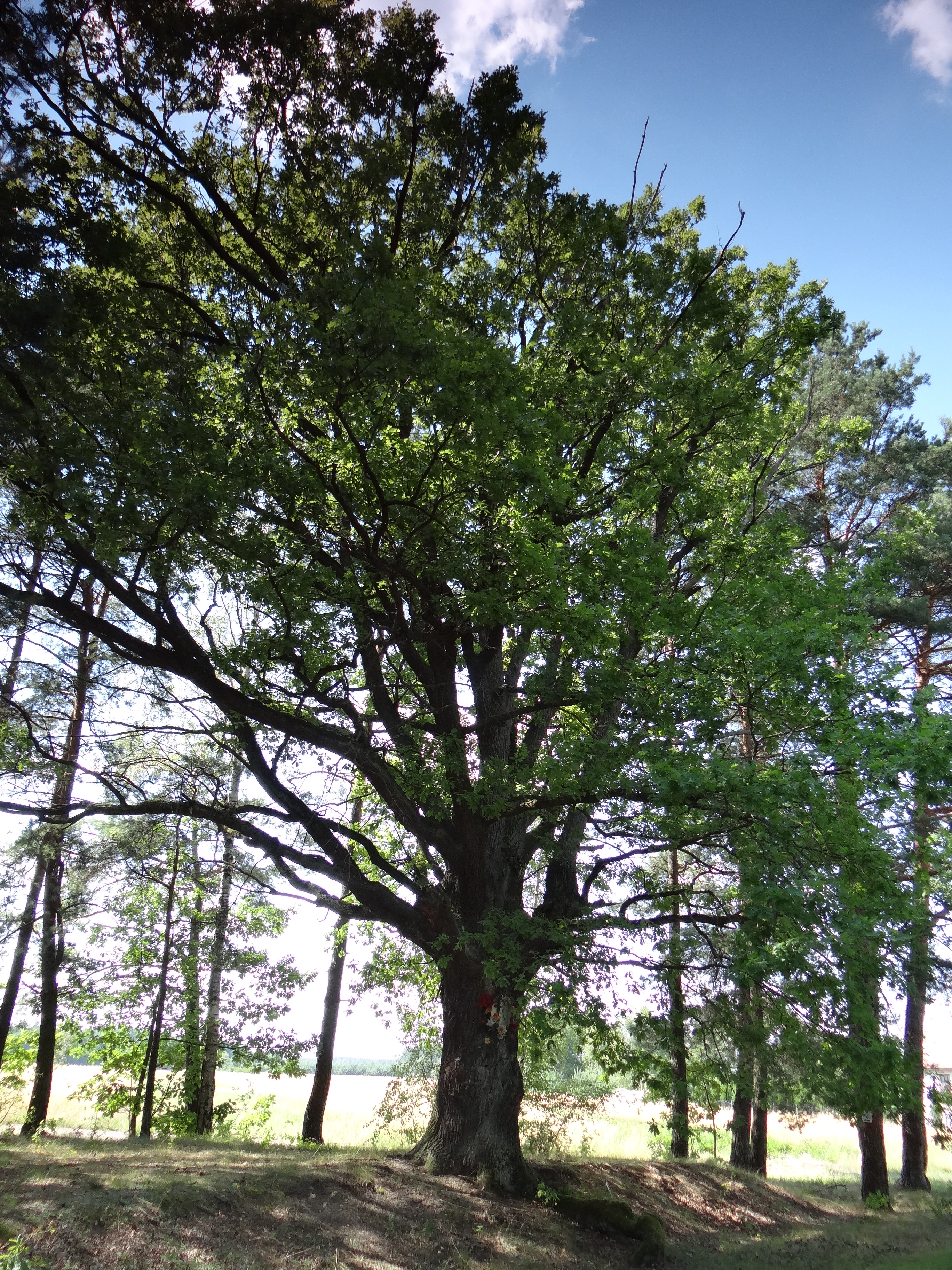
Zabytkowy dąb szypułkowy w Nalepach